# Épitaxie en phase vapeur aux organométalliques
L'épitaxie en phase vapeur aux organométalliques (EPVOM, aussi connue sous les acronymes anglophones MOVPE — metalorganic vapor phase epitaxy ou MOCVD — metalorganic chemical vapor deposition, terme plus général) est une technique de croissance cristalline dans laquelle les éléments à déposer, sous forme d'organométalliques ou d'hydrures, sont amenés vers le substrat monocristallin par un gaz vecteur. Cette technique de croissance est particulièrement prisée dans l'industrie des semi-conducteurs III-V en raison de la bonne reproductibilité et des fortes vitesses de croissance accessibles.
La caractéristique principale de ce procédé est que la couche que l'on fait croître est monocristalline (une seule orientation cristalline dans tout son volume) et reproduit l'orientation du substrat, lui-même monocristallin; c'est ce qu'évoque le nom "épitaxie", composé des racines grecques  ἐπί (sur) et  τάξις (ordre, arrangement).

## Principe
Le substrat est chauffé et balayé par un gaz vecteur. Le gaz vecteur permet d'amener les éléments à épitaxier sur le substrat. Les éléments à épitaxier sont sous forme de molécules appelées précurseurs. Si les conditions sont bien choisies, les molécules se pyrolysent au contact du substrat chauffé, les éléments souhaités se déposent sur le substrat, et les résidus des précurseurs sont évacués par le gaz vecteur. 

## Matériaux, précurseurs et conditions
Le gaz vecteur est le plus souvent l'hydrogène, et parfois l'azote. Les températures de croissance sont de l'ordre de 600 °C pour les III-V "classiques", et 800 °C pour les nitrures d'éléments III.
Les précurseurs des éléments III, (ex., le gallium) et de certains dopants sont des organométalliques (ex., le triméthylgallium). Les précurseurs des éléments V (ex., l'arsenic) et de certains dopants sont le plus souvent des hydrures (ex., l'arsine). En raison de la forte toxicité de certains hydrures, il peut être préférable de les remplacer par des organométalliques (ex. triéthylarsine).

## Comparaison avec d'autres techniques d'épitaxie

### Dépôt chimique en phase vapeur
L'EPVOM est une forme de dépôt chimique en phase vapeur (le plus souvent désigné par l'acronyme anglais CVD). L'EPVOM se différencie des autres méthodes de CVD par l'utilisation d'organométalliques et par le caractère épitaxial de la croissance (par opposition à certains dépôts polycristallins en CVD). 

### Épitaxie par jet moléculaire
La présence d'une phase vapeur en EPVOM démarque fortement cette technique de l'épitaxie par jet moléculaire (EJM), qui se réalise en ultra-vide. L'utilisation d'ultra-vide en EJM permet notamment un bon suivi in-situ par exemple par diffraction électronique. De ce fait, l'EJM est particulièrement adaptée pour la recherche fondamentale, amont ou pour des composants à très haute valeur ajoutée. 
Au contraire, la mise au point et l'étalonnage des conditions de croissance en EPVOM repose presque exclusivement sur des caractérisations ex-situ. Cet inconvénient est contrebalancé par une bonne reproductibilité d'une croissance à une autre et par de plus fortes vitesses de croissance, ce qui est appréciable pour la croissance de structures épaisses telles que celles des VCSELs. Ces avantages, ajoutés à la fiabilité d'un système sans ultra-vide, font de l'EPVOM une technique de choix pour la production industrielle.